# Karl-Heinz Wittig
Karl-Heinz Wittig (* 12. Januar 1931 in Lauban) ist ein deutscher Ingenieurökonom und früherer Politiker und Volkskammerabgeordneter der DDR für die  DDR-Blockpartei National-Demokratische Partei Deutschlands (NDPD). 

## Leben
Wittig ist der Sohn eines Handwerkers. Nach dem Besuch der Volksschule und der Oberschule studierte er von 1957 bis 1962 im Fernstudium an der Ingenieurschule für Chemie in Leipzig, wo er den Abschluss als Ingenieur-Ökonom in Chemie erlangte. Ab 1962 nahm er nochmals ein Fernstudium auf, diesmal an der Technischen Universität Dresden. Er war als Leiter der Produktionslenkung im VEB Jenapharm Jena tätig.

## Politik
Wittig war von 1949 bis 1959 Mitglied der Freien Deutschen Jugend, trat 1950 in die NDPD und in den FDGB ein. Von 1958 bis 1963 war er für die NDPD Abgeordneter des Bezirkstages Gera und Mitglied der Ständigen Kommission für Industrie. Er gehörte dem Kreisvorstand der NDPD in Jena an.
In den beiden Wahlperioden von 1963 bis 1967 und von 1967 bis 1971 war er Mitglied der NDPD-Fraktion in der Volkskammer der DDR.

## Auszeichnungen
- Aktivist des Siebenjahrplanes[1]
- Medaille für ausgezeichnete Leistungen[1]
- dreimal Medaille für hervorragende Leistungen[1]